# Tillandsia barfussii
Tillandsia barfussii är en gräsväxtart som beskrevs av Walter Till. Tillandsia barfussii ingår i släktet Tillandsia och familjen Bromeliaceae. Inga underarter finns listade i Catalogue of Life.